# Kazimír Felix Badeni
Kazimír Felix hrabě Badeni, polsky Kazimierz Feliks hrabia Badeni (14. října 1846 Surochów, Halič – 9. července 1909 Krasne u Busku), byl polský šlechtic z Haliče, státní úředník a haličský místodržitel. V letech 1895–1897 byl předsedou vlády Předlitavska (vláda Kazimíra Badeniho). Prosadil důležitou reformu volebního práva (Badeniho volební reforma) a nařídil, že čeština má být v záležitostech, týkajících se českých zemí, rovnoprávná s němčinou i ve vnitřním úřadování (Badeniho jazyková nařízení). To vyvolalo bouři protestů, Badeniho vláda padla a nařízení bylo roku 1899 zrušeno. V důsledku tedy vyostřilo národnostní spory v českých zemích a v západní části Rakouska-Uherska.

## Státním úředníkem
Vystudoval právo na Univerzitě v Krakově. Získal titul doktora práv a od roku 1866 nastoupil do státních služeb. Působil jako úředník na předlitavském ministerstvu vnitra a ministerstvu zemědělství (orby). Roku 1871 se stal okresním hejtmanem v Žovkvě na východní Haliči, potom v Rzeszówě. Od roku 1879 působil jako úředník na místodržitelství a dvorní rada v Krakově. V období let 1886–1888 se věnoval správě svého velkostatku. Od roku 1888 zastával funkci místodržitele (nejvyššího představitele státní správy) Haliče. Ve funkci setrval až do roku 1895 a pokoušel se v ní mimo jiné dosáhnout polsko-ukrajinského vyrovnání v Haliči.

## Předsedou vlády
Byl aktivní i v politice. Už prvních přímých volbách do Říšské rady roku 1873 byl zvolen poslancem Říšské rady (celostátní zákonodárný sbor), kde reprezentoval kurii venkovských obcí, obvod Rzeszów, Kolbuszowa atd. Nesložil ale slib a po volbě rezignoval na mandát.
Vrchol jeho politické kariéry nastal ale až koncem 19. století. V období 2. října 1895 – 28. listopadu 1897 byl předsedou vlády Předlitavska (vláda Kazimíra Badeniho), v níž zároveň zastával i post ministra vnitra.

### Snahy o utvoření provládní většiny
Předsedou vlády se stal v době vyostřených politických emocí. V důsledku bouřlivých demonstrací byl do roku 1895 v Praze a okolí výjimečný stav. Parlament byl opakovaně paralyzován českými obstrukcemi.
Když ho císař František Josef I. pověřil sestavením vlády, Badeni se snažil pro svůj plánovaný kabinet získat širokou parlamentní podporu (od léta roku 1895 na Říšské radě panovaly chaotické poměry a neexistovala zde žádná většina). Opřel se o silnou poslaneckou frakci mladočechů, kterým nabídl jako gesto zrušení výjimečného stavu v českém hlavním městě provedené 18. října 1895 a v únoru 1896 nechal odvolat nepopulárního českého místodržícího Franze Thuna. V první parlamentní rozpravě nicméně mladočeši zpočátku trvali na své opoziční roli a považovali prvotní Badeniho signály za nepříliš konkrétní. Přesto ale byly zahájeny první diskrétní kontakty mezi mladočechy a Vídní. Prostředníkem v nich byl Gustav Eim, jenž domluvil i setkání Badeniho s jedním z mladočeských předáků Josefem Kaizlem. Badeni měl ambici respektovat mladočechy za relevantní politickou sílu, sama mladočeská strana v té době ostatně prodělávala po přijetí nymburské rezoluce přerod z radikální, nacionalistické síly v konstruktivnější formaci.
Za pomoci německorakouských politických sil zase Badeni prosadil významnou daňovou reformu a reformu občanského procesního práva.

### Badeniho volební reforma

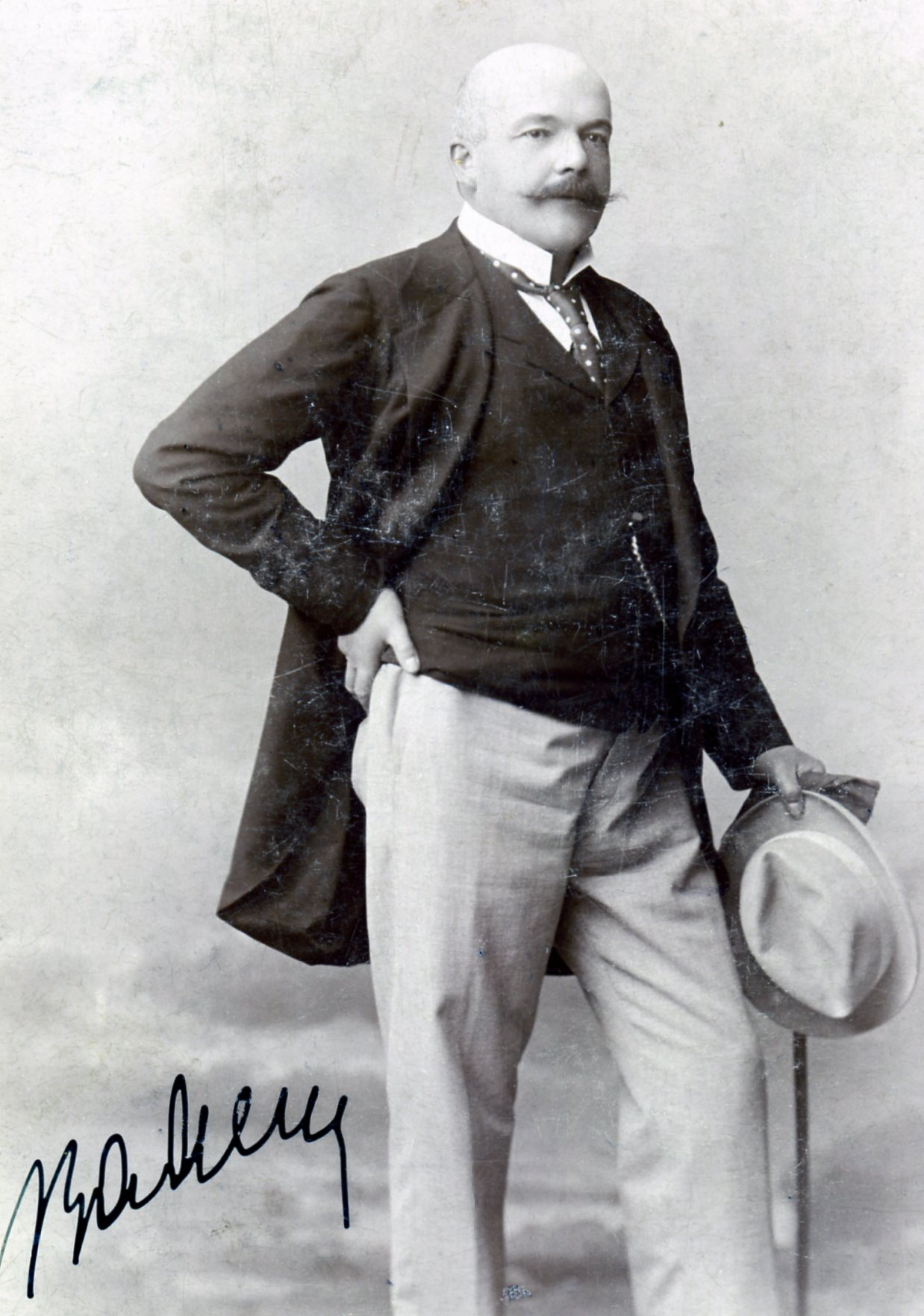
Fotografie Kazimíra Badeniho

Hlavním reformním činem ale byla Badeniho volební reforma z roku 1896, která měnila zásadním způsobem parametry volebního systému do Říšské rady. Zachovávala sice systém kurií, ale k dosavadním čtyřem kuriím (velkostatkářská, městská, kurie obchodních a živnostenských komor a kurie venkovských obcí) přibyla kurie pátá, všeobecná. Zatímco volební právo v čtyřech původních kuriích omezoval volební cenzus (daňově definovaný, tedy volit směli jen ti, kteří odváděli na daních nějakou minimální částku), pátá kurie zahrnovala všechny muže starší 24 let. Počet poslanců byl zvýšen o 72 na 425. V květnu 1896 byla reforma schválena Říšskou radou. Předlitavsko tak díky tomu vykročilo k všeobecnému (byť ještě nikoliv rovnému) volebnímu právu. Poprvé se v praxi tato reforma uplatnila při volbách do Říšské rady roku 1897.
Badeni sám reformou a následnými volbami sledoval i zájem na stabilizaci provládního tábora. Nadále se chtěl opírat o mladočechy, Polský klub, německorakouské konzervativce a šlechtu a tím oživit takzvaný „železný kruh pravice“, který v 80. letech představoval trvalou parlamentní oporu vlády Eduarda Taaffeho. Mladočeši zpočátku k reformě přistupovali kriticky. Sami již v roce 1893 navrhli radikálnější reformu a nyní zopakovali, že Badeniho návrh je nedostatečný. V březnu 1896 ale došlo k rozhodující schůzi mladočeského poslaneckého klubu, kde bylo rozhodnuto, že strana sice trvá v ideálním případě na vlastní radikální koncepci volební reformy, ale pokud nebude prosazena, podpoří ve třetím čtení vládní osnovu. Radikálové v mladočeské straně sice toto rozhodnutí veřejně kritizovali, ale mladočeši na jaře 1896 jako celek začali gravitovat směrem k Badeniho vládě. Při konečném hlasování potom reformu podpořilo 21 mladočechů (15 jich bylo proti). V září 1896 následně takzvaná pražská rezoluce potvrdila konstruktivní orientaci mladočeské strany, ale zároveň požadovala konkrétní kroky od Badeniho vlády tak, aby mohla oficiálně přehodnotit svou nadále formálně deklarovanou opoziční pozici na politickém spektru.

### Badeniho jazyková nařízení

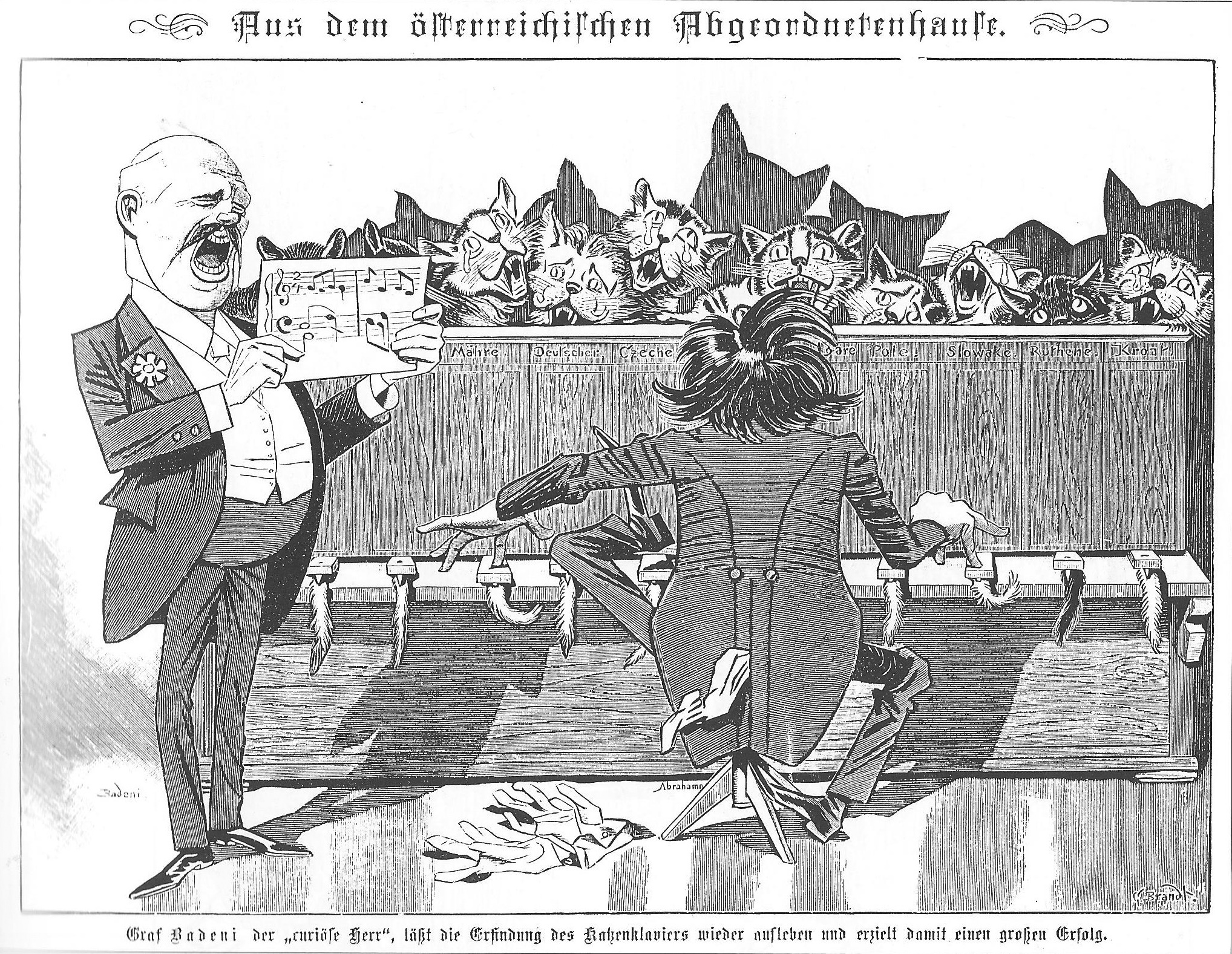
Dobový ohlas Badeniho jazykových nařízení: Badeni jako vynálezce „kočičího klavíru“, vytvářejícího disharmonický zvuk z rozličných jazyků rakouské říše.

Oním konkrétním krokem, který měl upevnit provládní orientaci mladočechů, byla takzvaná Badeniho jazyková nařízení. V říjnu 1896 Badeni poprvé naznačil obrys svého zájmu na skutečném pokroku v české otázce. V prosinci 1896 dostal Josef Kaizl první návrh jazykových nařízení. Na jaře 1897 pak proběhly výše uvedené volby do Říšské rady, které stabilizovaly mladočechy jako nejsilnější parlamentní frakci s 60 poslanci. Jednání o jazykových nařízeních a českých požadavcích následně čelila četným drobným peripetiím, když Češi tlačili na maximální míru ústupků ze strany vlády, na což zase nesouhlasně reagovali někteří členové kabinetu. Badeni demonstrativně podal počátkem dubna 1897 demisi, ale již 4. dubna se v parlamentu zformovala jasná provládní většina Poláků, mladočechů, německorakouských konzervativců a šlechty s více než 220 mandáty z celkových 425. Badeni vyšel z vládní krize posílen a po dlouhé době se mohl opřít o mocný parlamentní blok. Hned následujícího dne, 5. dubna 1897, byla Badeniho jazyková nařízení oficiálně publikována (zatím jen pro České království, identický text pro Moravu byl ale již připraven a vydán 25. dubna). Šlo o významný český úspěch. Zatímco Stremayrova jazyková nařízení z roku 1880 se týkala jen vnějšího úřadování v češtině (tedy komunikace občanů s úřady), Badeniho předloha rozšiřovala úřední používání češtiny v záležitostech, týkajících se českých zemí i na vnitřní úřadování, tedy komunikaci úřadů mezi sebou. Státní úředníci měli do roku 1901 prokázat znalost obou zemských jazyků.
Jenže schvalování nařízení v parlamentu čelilo tvrdé opozici centralistických, německorakouských sil. V prvním a druhém čtení sice nová parlamentní většina odmítla návrh německých národovců na jejich zamítnutí, ale před finálním třetím čtením opozice vystupňovala svůj odpor a spustila proti vládě trvalou obstrukci v Říšské radě. Badeni proto nechal 2. června 1897 parlament odročit. Celá věc se začala přelévat i do pouličních demonstrací a česko-německé etnické napětí gradovalo. Při obnovené schůzi Říšské rady v září 1897 byl Badeni slovně urážen německým nacionálním politikem Karlem Hermannem Wolfem a následně pak (po souhlasu císaře) vyzval Wolfa na souboj, při kterém byl zraněn do ruky. Mladočeši mezitím formálně odsouhlasili svůj provládní postoj, ale vládní většina v parlamentu se začala právě v této době pod tlakem nacionalistické agitace rozvolňovat, protože němečtí konzervativci ve svém provládním postoji ochladli. Opozice zároveň začala paralyzovat obstrukcí i jednání o pravidelném finančním rakousko-uherském vyrovnání, které bylo podobně jako státní rozpočet zásadním pravidelným úkonem každé vlády.
V listopadu 1897 došlo v parlamentu i k fyzickým potyčkám. Vláda se obstrukce nakonec pokusila zlomit přijetím přísnějšího jednacího řádu (takzvaný Lex Falkenhayn, podle politika Julia von Falkenhayna), jenž by obstrukce ve sněmovně ztížil (předsedovi sněmovny dával možnost dočasně vyloučit některé obstruující poslance z jednání). Předloha ovšem nebyla přijata, místo toho se kvůli ní ve sněmovně odehrávaly ještě ostřejší hádky i potyčky, do kterých se zapojili i jinak spíše vládě loajální křesťanští-sociálové. Když se celá věc začala přelévat i do pouličních demonstrací a vídeňský starosta Karl Lueger prohlásil, že nemůže ručit za udržení veřejného pořádku, podal Badeni definitivně demisi a jeho vláda skončila. Následně se bouřlivé demonstrace konaly v Praze, kde byl opětovně vyhlášen výjimečný stav.

### Závěr života a odkaz

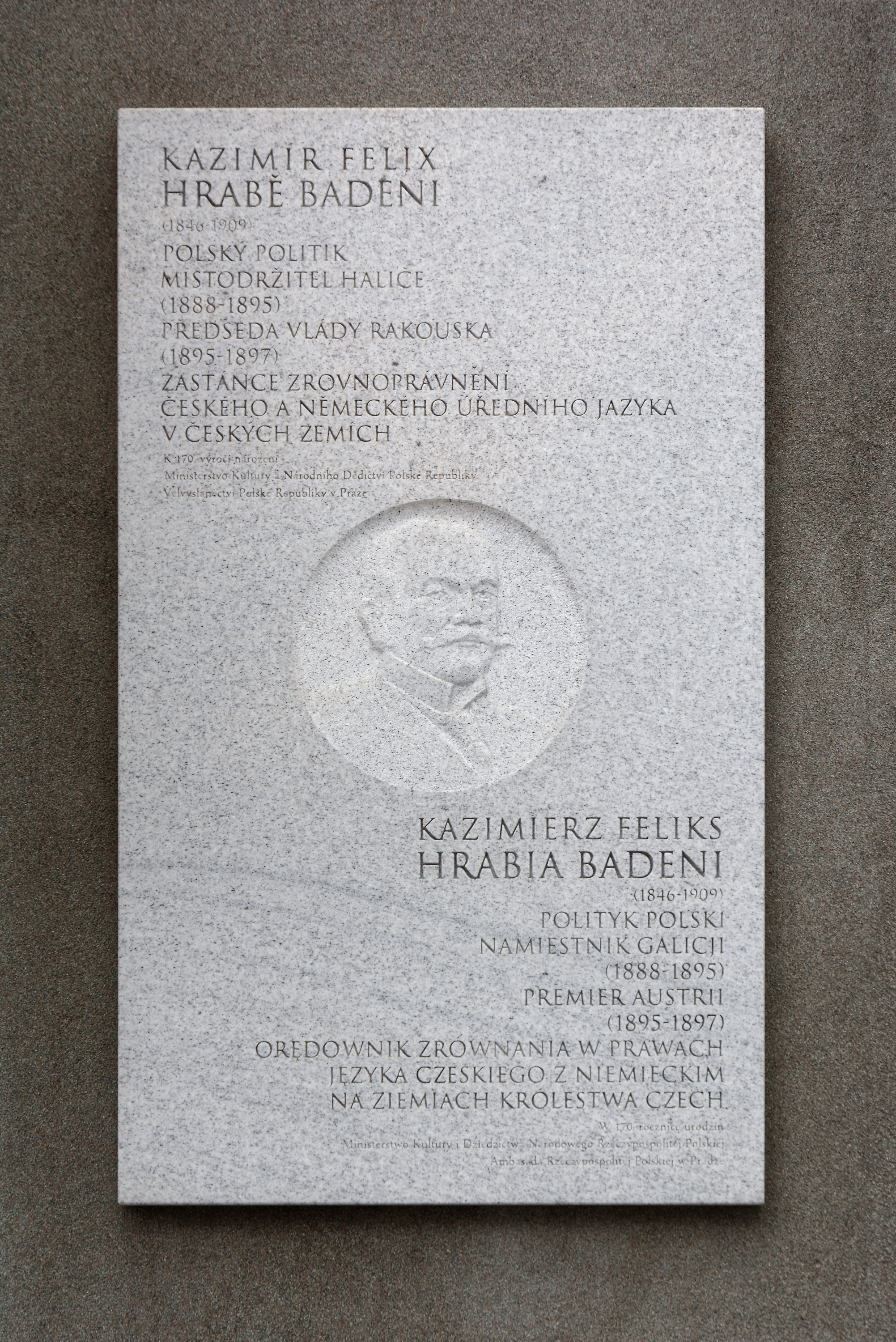
Pamětní deska v Badeniho ulici v Praze.

Zemřel 9. července 1909 ve vlaku, cestou ze svého statku v Surochówě na panství Busk, kde trávil poslední roky svého života po odchodu z vrcholné politiky. Před stanicí Krasne se mu udělalo nevolno. Manželka ještě stihla nechat zastavit vlak. Náhodně spolucestující ruský duchovní ho vyzpovídal. Ve stanici Krasne nastala smrt. Lékař sdělil, že Badenimu byla nedávno diagnostikována cukrovka.
Badeni byl po smrti oceňován v českém tisku jako zastánce práv českého národa („My Čechové vzpomínáme vděčně jeho dobré vůle a zachováme šlechetného syna bratrského národa polského vždy v dobré paměti“). Vdově po Badenim oficiálně za parlamentní Český klub kondoloval Jindřich Maštálka. V Praze je po něm pojmenována Badeniho ulice v centru města.